# Ars Dictandi
L'ars dictandi o ars dictaminis ('art de dir') és l'art d'escriure cartes, que sovint es creua amb l'art de la retòrica. El seu ús a Catalunya està relacionat amb la Cancelleria Reial del segle XIV, i la introducció de regles i exemples sobre com escriure el pròleg de les cartes i altres mètodes d'escriptura catalana.

## Història de l'escriptura de cartes

### Teoria grecoromana
Els primers exemples de la teoria de l'escriptura de cartes es poden trobar a Ars rhetorica de Gai Juli Víctor i Variae epistolae de Cassiodor. Altres exemples es poden trobar al Typoi epistolikoi de Pseudo-Demetri, l'Epistolimaioi kharacteres de Pseudo-Libanius, el tractat de Demetri Peri hermeneias, el tractat de Philostratus de Lemnos i l'epístola 51 de Gregori de Nazianz.

### Edat mitjana llatina
Durant el període medieval llatí, la hipòtesi permanent era que aquests escrits estarien escrits en llatí, i segons models ben elaborats. Això va fer de les arts de la composició un subcamp de la retòrica. L'escriptura de cartes medieval es desenvolupava amb finalitats eclesiàstiques, governamentals i empresarials.
Figures importants en el desenvolupament inicial de l'escriptura de cartes llatines i la composició de documents inclouen Alberic de Monte Cassino (Dictaminum radii, Breviarium), el seu crític Adalbert de Samaria (Praecepta dictaminum, c. 1120), Hug de Bolonya (Rationes dictandi prosaice , c. 1120), l'anònim Aurea gemma (c.1119), l'anònim Rationes dictandi (1135), l'anònim Precepta prosaici dictaminis secundum Tullium (c. 1140), Introductiones prosaici dictaminis (1145) de Bernard of Romagna, l'anònim Ad plenam scientiam dictaminum ( c.1140 ) i el Liber de dictaminibus de Baldwin (c.1150). Guido Faba (Summa dictaminis, c.1228) i Llorenç d'Aquilegia (Practica sive usus dictaminis, c.1300) són representants posteriors del gènere.
Les convencions per a escriure cartes inclouen encapçalaments (per exemple, "Mestre adorable"); salutació (“Et saludo bé”); notificació ("Que us plau saber-ho"); exposició (“la llana va ser enviada”); disposició (“i vull els meus diners”); i la commemoració (“Que Déu us guardi bé, almenys fins que em pagui la factura”). Els oficinistes i els escribes escrivien les cartes basant-se en aquestes regles.

### Època moderna europea
L'escriptura de cartes renaixentistes, inspirada en el redescobriment de les cartes de Ciceró, amplia l'abast de la instrucció d'escriptura de cartes.